# Halle-Jan
Halle-Jan (auch Käptn HJ, * in Halle (Saale)) ist ein deutscher Musiker.

## Leben und Werk
Halle-Jan begann seine Musikerkarriere in seiner Jugend als Percussionist insbesondere als Congaspieler und Schlagzeuger. Sein Musikstil war in den ersten Jahren an Jazz angelehnt. Später wandte er sich dem Punkrock und Garagepunk sowie Surfmusik, Rock ’n’ Roll und Rockabilly zu. Er führte seine musikalische Karriere in den frühen 1990ern als Schlagzeuger der Berliner Oi!-Band Voice of Hate fort. Im Jahr 1995 war er Mitbegründer der Berliner Punkrockbands Plastix und The Shocks, in der er bis 2002 aktiv war. Ab den 2000er Jahren war er als Schlagzeuger Gastmusiker in verschiedenen Rock ’n’ Roll und Punkrockbands sowie als Percussionist in verschiedenen Jazz und Bossa Nova Bands. Neben diesen musikalischen Aktivitäten spielt er auch immer wieder bei Live-Auftritten beispielsweise in den Ursprungsbesetzungen von Voice of Hate und The Shocks.

## Diskographie (Auszug)

### Mit Voice of Hate
- 1992: Schlimme Jungs (Demotape)
- 1993: Nordland (Single/MCD, Dim Records)
- 1994: Domina/nt (Demotape, Auflage 300)
- 1994: Arschlecken Rasur Vol. 3 (Scumfuck Mucke)
- 1994: Streetfight Vol.1 - Skinz & Punx (Aggressive Punk Tapes, Vertrieb über Nordland Records)[2]
- 1996: Voice of Hate (LP/CD, Dim Records)
- 1998: Scumfuck Bizarr - Arschlecken Rasur Und Mehr... (Scumfuck Mucke)
- 2021: Schlimme Jungs (LP)
- 2022: Freiheit oder Tod (LP, VEB Deutsche Schallplatten)

### Mit Plastix
- 1996: Beamtenarsch, auf "Berlin Mitte" (7" Compilation, Plattenbau)
- 1998: Stupid Over You #5 (CD Compilation, Stupid Over You)
- 2001: Grüße aus dem Osten!!! (Tape Compilation, mare)

### Mit The Shocks
- 1996: Too Many Kicks in '96 (7"), (Attack Records)
- 1999: Holiday on Zyklonbay (7"), (Attack Records)
- 2000: Antiscene – Fehlpressung 2000 (7"), (Attack Records)
- 2000: Keine Arbeit, (Split-EP mit Antidote und Strohsäcke), (Attack Records)
- 2000: Punk Rock BRD Vol.1 (LP Compilation, Weird System)
- 2001: Stupid Over You #10 (CD Compilation, Stupid Over You)
- 2003: The 7-Inches (CD/LP, Dirty Faces Records / Attack Records)[3]
- 2004: The Shocks / The Briefs Split (Split-EP mit The Briefs), Dirty Faces Records
- 2004: Live Energy from '99 to '03 (CD Fragile Records)
- 2012: The 7-Inches Pt. II (LP Dirty Faces Records)